# كاتدرائية ساو باولو

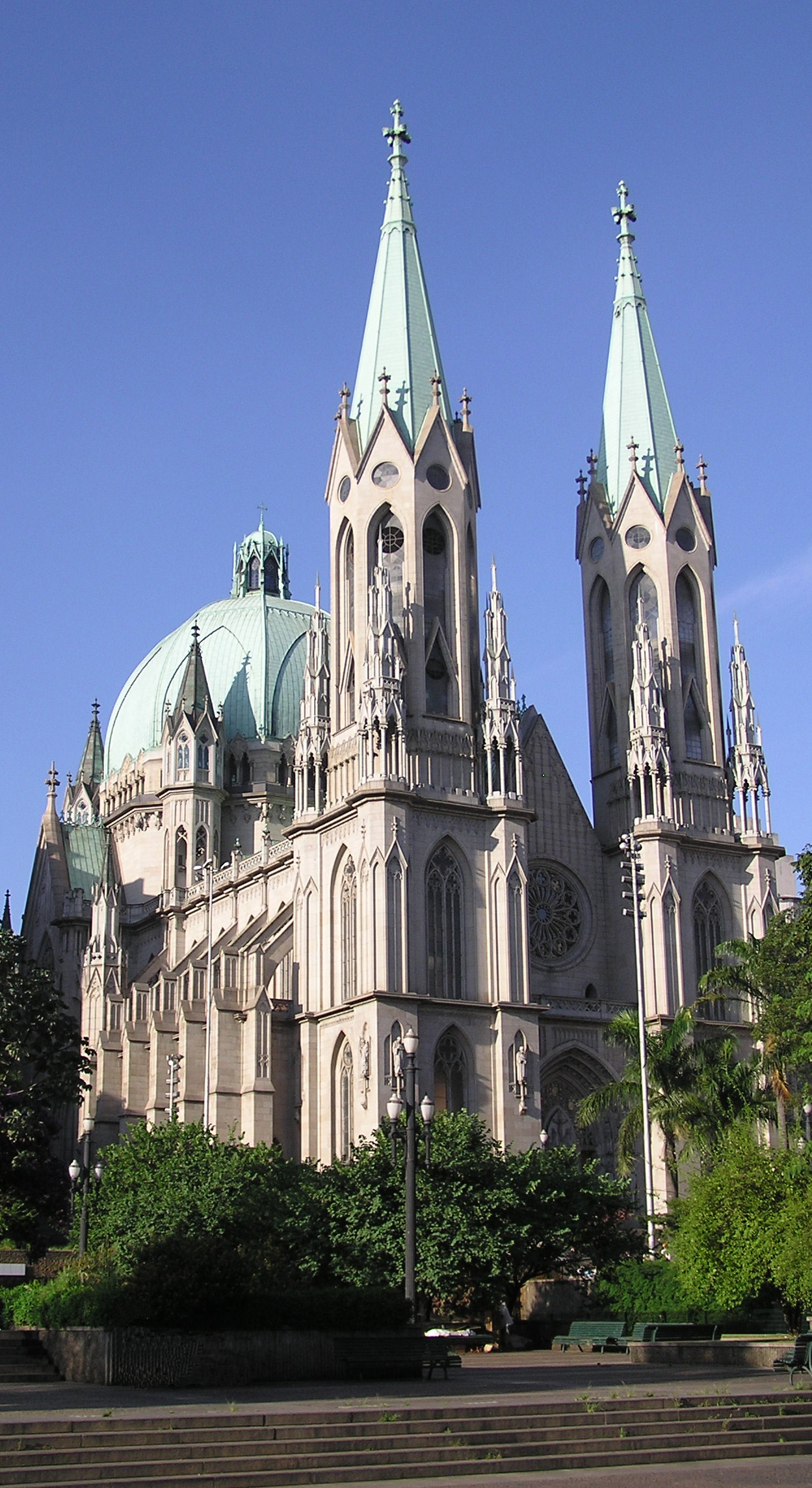
كاتدرائية ساوباولو (يناير 2006).

كاتدرائية سي دي ساو باولو (بالبرتغالية:Catedral da Sé de São Paulo) هي كاتدرائية رومانية كاثوليكية لأبرشية مدينة ساوباولو في البرازيل. صممت على طراز العمارة القوطية الجديدة حيث بدأ البناء فيها عام 1913 وانتهى بعد أربعة عقود لاحقة. يعتبرها البعض «أكبر كاتدرائية على طراز العمارة القوطية الحديثة في العالم».
يعود تاريخ مكان مبنى الكاتدرائية إلى عام 1589 حيث كان في الأساس كنيسة عرفت باسم ماتريز "Matriz" كانت قد أنشئت في قرية ساوباولو الصغيرة. في 1745 أصبحت لساوباولو أبرشية حيث تم هدم الكنيسة القديمة وبناء أخرى جديدة على الطراز الباروكي والتي تم الانتهاء منها في حوالى 1764. لتصبح هذه الكنيسة كاتدرائية حتى 1911 حين تم هدمها.
في 1913 تم بناء كاتدرائية جديدة وضع تصميمها المعماري الألماني ماكسميليان إيميل هيهل (1861-1916)، وكان العمل بطيئا بحيث لم يتم افتتاح الكاتدرئية إلا عام 1954، دون بناء البرجين الذين تم الانتهاء منهما في 1967. بين عامي 2000 و2002 خضعت الكاتدرائية لأعمال صيانة وتحديث لهذه الكاتدرئية.

## معرض صور

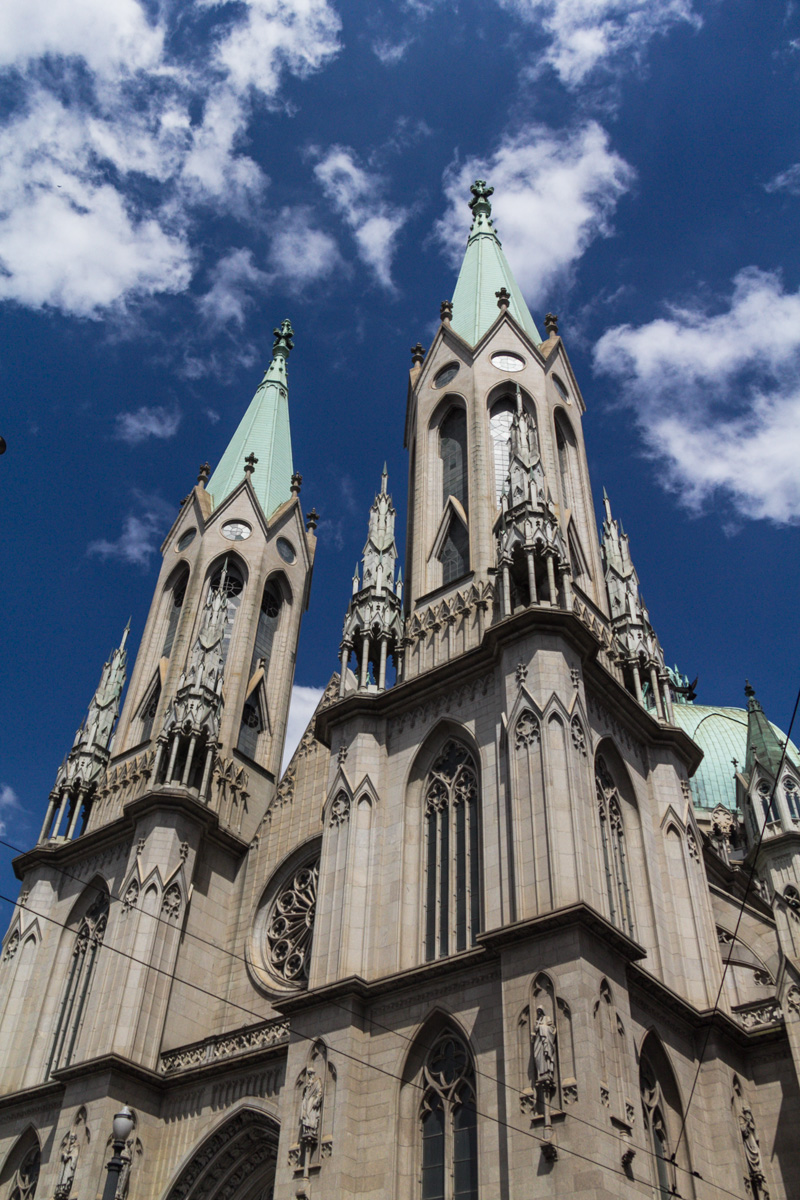
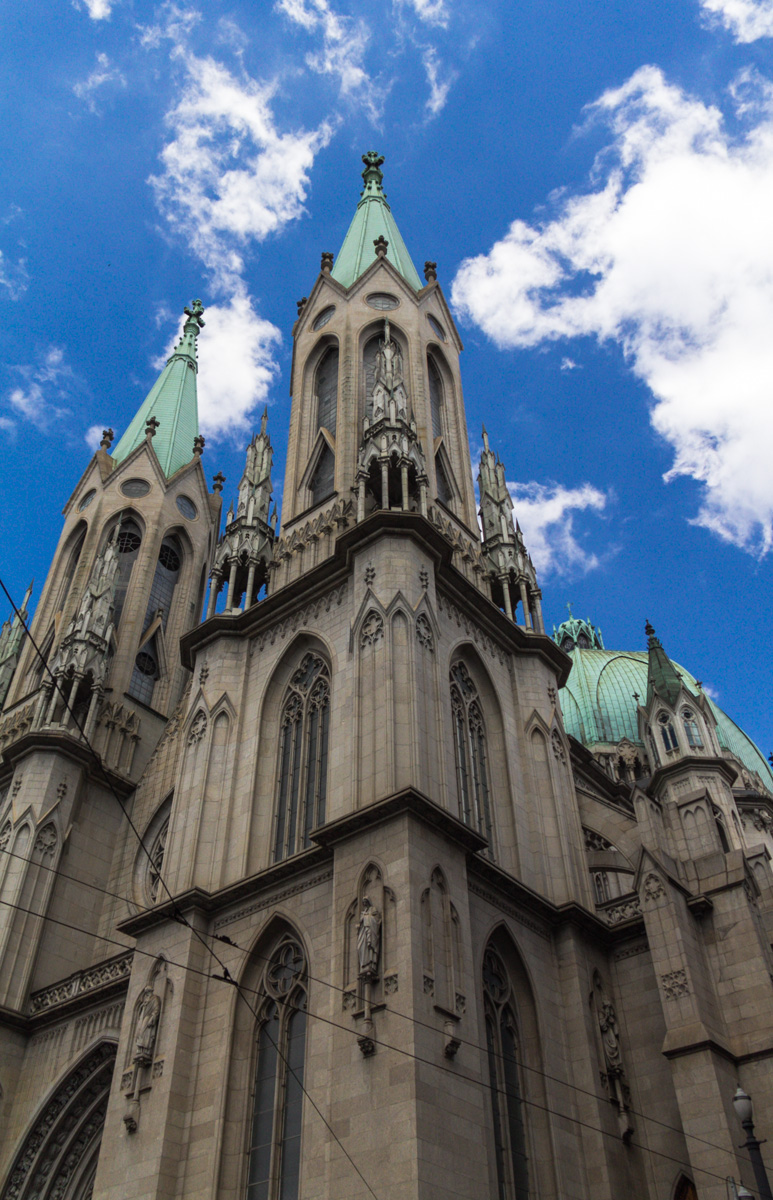
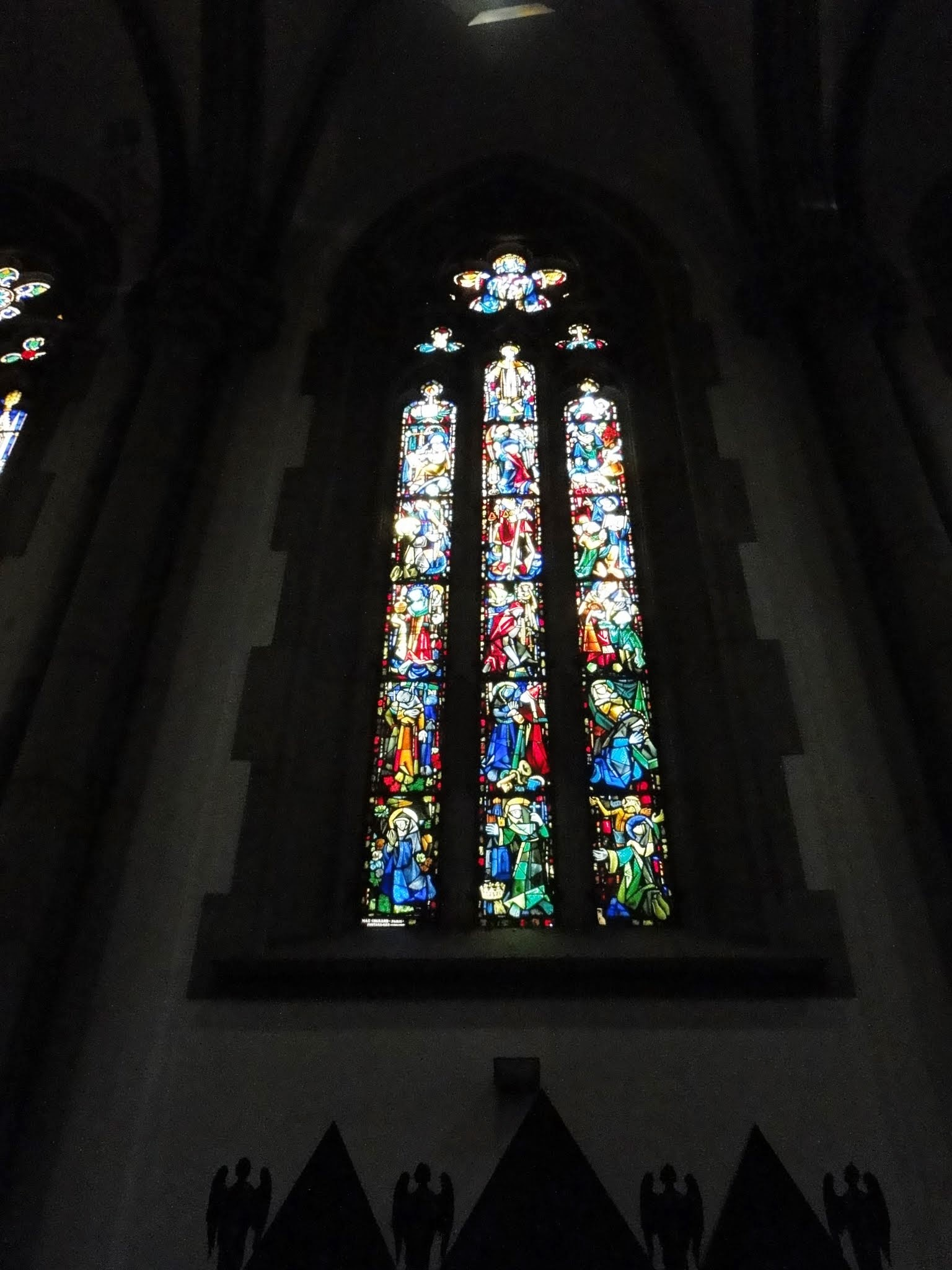
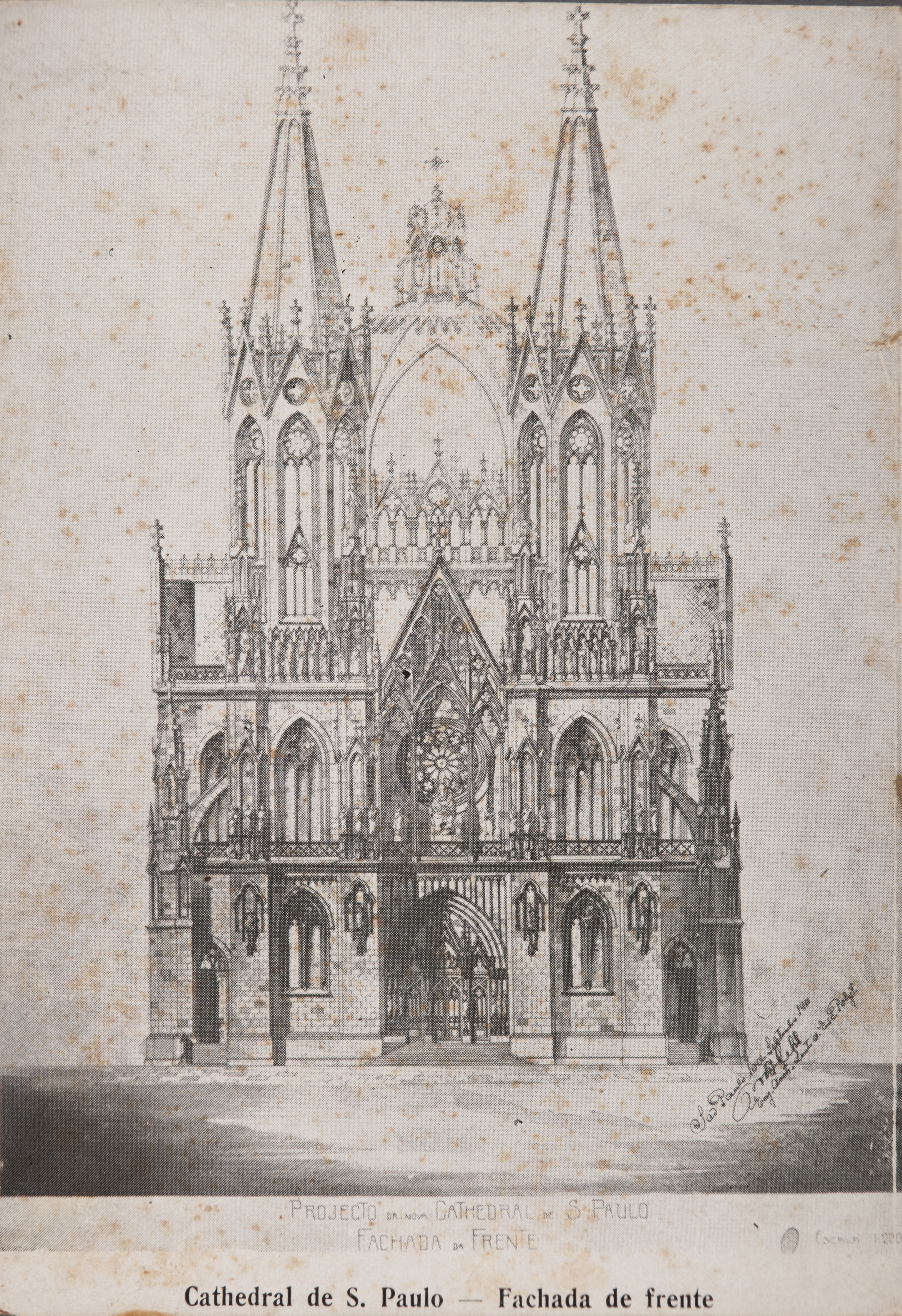
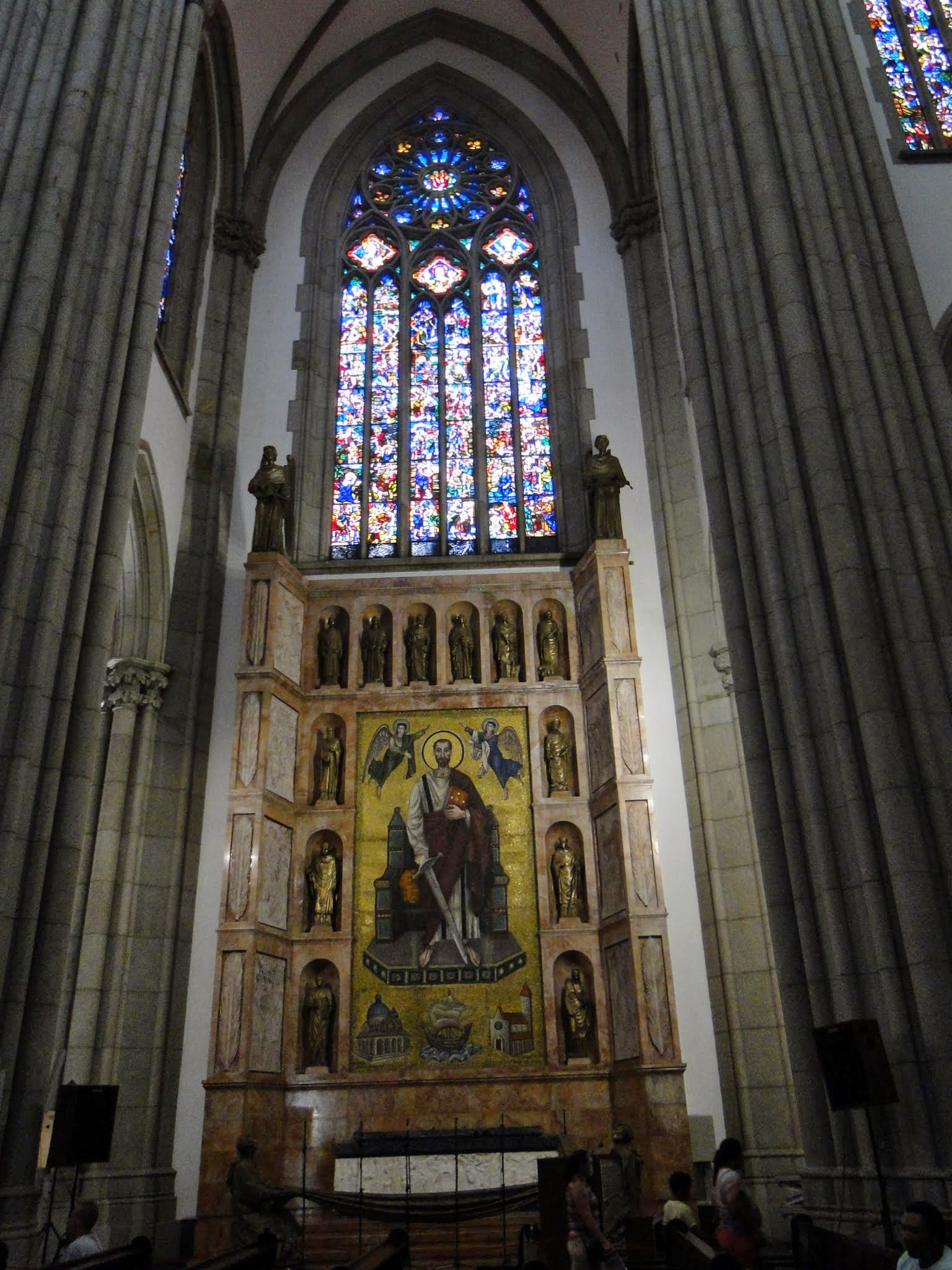
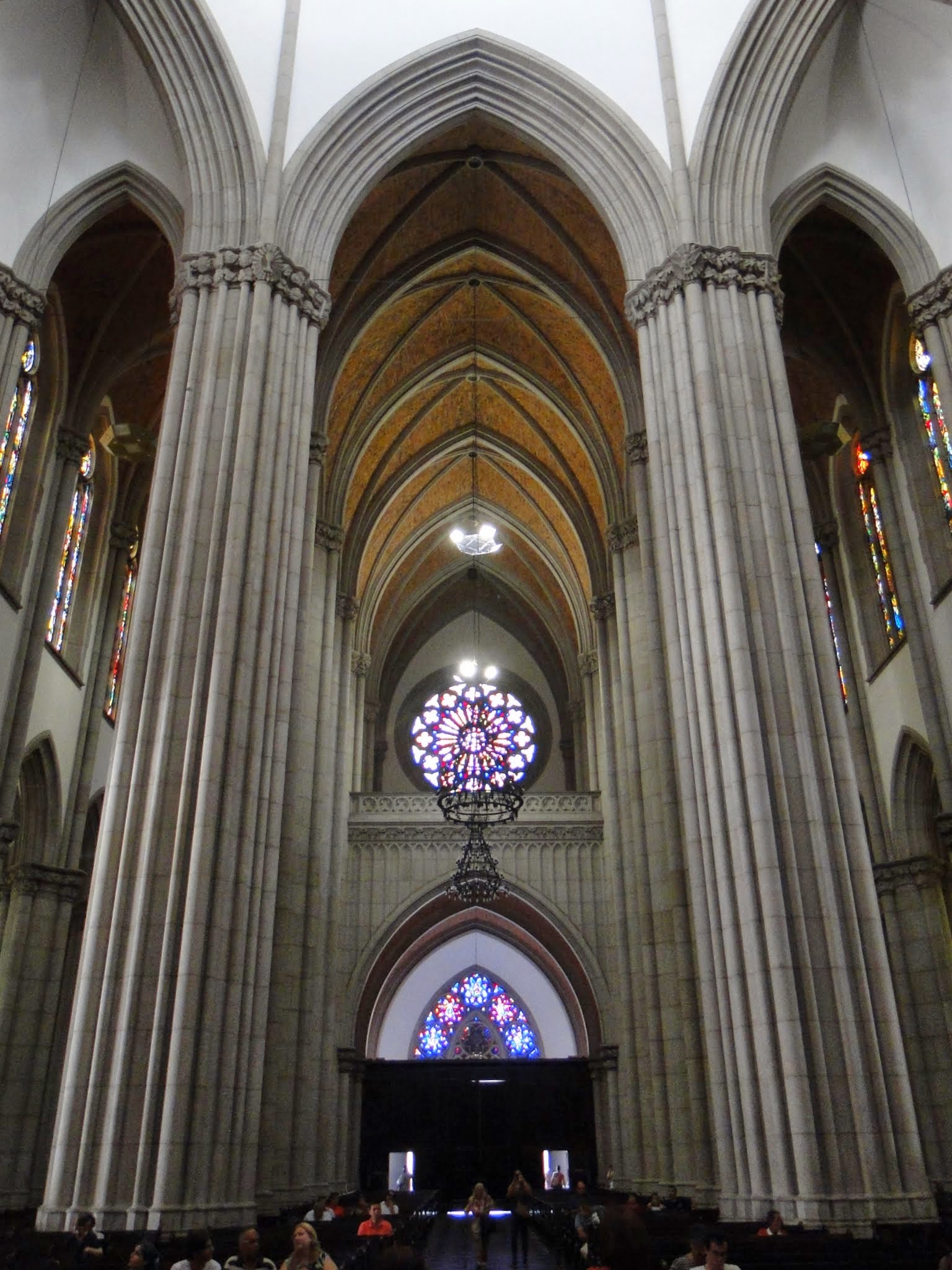